# Bibiocephala
Genre
Bibiocephala est un genre d'insectes diptères nématocères de la famille des Blephariceridae.

## Liste d'espèces
Selon Catalogue of Life (9 juillet 2014) :
- Bibiocephala grandis
- Bibiocephala infuscata
- Bibiocephala komaensis
- Bibiocephala maxima
- Bibiocephala minor